# Пирамиди в Гиза
Пирамидите в Гиза (на арабски: اهرامات الجيزه) са група древноегипетски пирамидални гробници, разположени на платото Гиза в Египет, на западния бряг на река Нил.
Основното предназначение на египетските пирамиди е съхранението на останките на починали фараони.
Разположени са на 9 километра от град Гиза и на 25 километра югозападно от Кайро. Групата археологически паметници включва трите големи пирамиди – Хеопсовата пирамида, Пирамидата на Хефрен и Пирамидата на Микерин – както и няколко по-малки пирамиди, разположени в близост до тях. Те са най-старият и единственият запазен до днес паметник от 7-те чудеса на Античния свят.
Пирамидите са част от Некропола в Гиза, комплексен археологически обект, включващ още Големия сфинкс, останки от древно селище, обслужвало комплекса, както и множество по-малки религиозни и погребални паметници. През 1979 година целият некропол е обявен от ЮНЕСКО за част от световното наследство.

## Разположение
Пирамидите в Гиза са основните паметници на Некропола в Гиза. Този археологически обект се намира непосредствено на югозапад от очертанията на град Гиза и на 15 km югозападно от центъра на днешната египетска столица Кайро. Той заема пустинно плато, издигнато над плодородната долина на река Нил, разстоянието до която е около 7 km.
Пирамидите са заобиколени от десетки други археологически обекти – гробища и отделни гробници и мастаби, няколко храма и монументалната статуя, известна като Големия сфинкс. Най-голямата от тях е Хеопсовата пирамида, разположена в северната част на комплекса. Малко по-малка от нея е Пирамидата на Хефрен, намираща се на около 500 m на югозапад. Последната от трите големи пирамиди е Пирамидата на Микерин, която е значително по-малка и се намира на около 500 m югозападно от тази на Хефрен. Освен трите големи пирамиди, комплексът включва и няколко значително по-малки, често наричани „пирамиди на цариците“ – три пирамиди на изток от Хеопсовата, една на юг от Хефреновата и три на юг от Микериновата.
|  | 1. Пирамида на Хеопс 2. Пирамида на Хефрен 3. Пирамида на Микерин 4. Погребален храм на Хефрен 5. Погребален храм 6. Пирамида спътник 7. Храм на Хефрен в долината 8. Храм на Микерин в долината 9. Гробница на царица Хетеп-Херес I 10. Пирамида на Хенткаус I 11. Пирамиди на царици 12. мастаби 13. Големият сфинкс 14. Храм на сфинкса 15. Гробница на Хемиуну 16. Център за изучаване на пирамидите 17. Билетна каса | 18. Ями, в които са намерени Слънчевите лодки 19. Новия път 20. Гробници, изсечени в скалите 21. Село на занаятчии 22. Кайро 23. Село Назлет-ел-Самман 24. Погребален път 25. Каменоломна на Микерин 26. Съвременно гробище 27. На юг, гробници издълбани в скалите 28. Стена на оградата 29. Мастаби и гробници, издълбани в скалите 30. Западно гробище 31. Източно гробище 32. Зона с мастаби в центъра и гробници, издълбани в скалите |

## Хеопсовата пирамида
Хеопсовата пирамида, наричана още Голямата пирамида и Пирамидата на Хуфу, е най-старата и най-голямата от пирамидите в Гиза. Въпреки че не са намерени никакви останки на фараон в нея, археолозите и египтолозите предполагат, че това е гробницата на втория фараон от Четвърта династия Хуфу (познат с гръцкото си име Хеопс), управлявал Древен Египет около 2589 – 2566 година пр.н.е. Съоръжението е строено в продължение на 10 – 20 години и се предполага, че е завършено около 2560 година пр.н.е.
С първоначална височина 146,5 m и ширина на основата 230,4 m, в продължение на 3 800 години Хеопсовата пирамида е най-високото изкуствено съоръжение в света. Макар че е сравнително добре запазена, днес пирамидата е висока едва 138,8 m – липсва върхът, както и външната каменна облицовка, използвана за строителството на сгради в близкия град Кайро. Смята се, че тази облицовка е образувала гладка външна повърхност, докато видимата в наши дни основна конструкция е стъпаловидна. Някои от облицовъчните камъни все още са запазени в долната част на пирамидата.
В Хеопсовата пирамида има три известни големи помещения (камери). Долната камера е издълбана в основната скала, върху която е изградена пирамидата, и е останала недовършена. Така наречените Камера на царицата и Камера на царя са разположени по-високо в конструкцията на пирамидата. Голямата пирамида е единствената египетска пирамида, в която са открити както възходящи, така и низходящи коридори.
Други съоръжения в некропола, свързани с Хеопсовата пирамида, са два мемориални храма в памет на Хуфу (един в близост до пирамидата и друг край река Нил), трите по-малки пирамиди за съпругите на Хуфу, издигната пътна рампа, свързваща двата храма, и група мастаби, вероятно гробници на приближени на владетеля.

## Пирамидата на Хефрен
Пирамидата на Хефрен е втората по големина пирамида в Гиза – тя е по-малка от Хеопсовата пирамида, но по-голяма от тази на Микерин. Тя е гробницата на фараона Хефрен (известен още като Хафра, Кафре), управлявал около 2558 – 2532 година пр.н.е. Той е владател от Четвърта династия, син на Хеопс и баща на Микерин. Пирамидата е построена по време на неговото управление, а също така са извършени строителни работи по сфинкса. Има предположение, че именно неговото лице е изваяно на сфинкса.
Подобно на останалите пирамиди в комплекса, и Пирамидата на Хефрен е построена от големи каменни блокове варовик, тежащи средно по около 2 тона. Дължината на страната на основата на пирамидата е 215,5 m, височината първоначално е 143,5 m, а в наши дни – 136,4 m. Наклонът на стените ѝ е 53° 10', малко повече от този на Хеопсовата пирамида (51°50'40"). По тази причина и поради факта, че основата ѝ е разположена на 10 m по-високо, Пирамидата на Хефрен изглежда по-висока от Хеопсовата пирамида.
Както и при Хеопсовата пирамида, в ядрото на Пирамидата на Хефрен стои основната скала. Поради естествения наклон на платото Гиза северозападният ъгъл е изсечен в основната скала, докато югоизточният ъгъл е надстроен върху нея. От трите големи пирамиди при Пирамидата на Хефрен оригиналната облицовка е най-добре запазена – горната третина на съоръжението е с добре запазени облицовъчни камъни, но пирамидионът и част от върха изцяло липсват.

## Пирамида на Микерин
Пирамидата на Микерин е по-скромна в сравнение с другите две големи пирамиди в Гиза. Гробницата е на фараона от Четвърта династия Микерин (Менкаура), син на Хефрен и внук на Хеопс, който управлява около 2530 – 2510 година пр.н.е. Нейният обем от 260 m3 е около 1/10 от обема на Хеопсовата пирамида. Оригиналната ѝ височина е 65,5 m, а наклонът на стените е около 51°20′25″. Сега е висока 61 m, а дължината на страната на основата ѝ е 108,5 m. Тя е най-южно разположената, най-късно построената и най-ниската от 3-те.
Пирамидата на Микерин е изградена от варовик и гранит. Долните 16 реда са гранит и очевидно незавършени, докато горните редове са от варовик. Вътрешността ѝ също се отличава с неединност и липсата на общ план.